# Престиж (роман)
«Престиж» (англ. The Prestige) — науково-фантастичний роман британського письменника Крістофера Пріста. Натхненний суперництвом Вільяма Робінсона з його китайським двійником. Виданий у Великій Британії в 1995 році.
Вперше українською мовою роман вийшов друком у видавництві «Фабула» у 2021 році.

## Історія книги та сюжет
Роман є одним із найпопулярніших творів письменника (лауреат Всесвітньої премії фентезі, Tait Black Memorial Prize і ще трьох нагород) і розповідає про суперництво двох ілюзіоністів на схилі 19 та 20 століть — аристократа Руперта Енджера і людини з робочого класу Альфреда Бордена. Зовні це виглядає як бажання перевершити один одного в ефектності та загадковості сценічних трюків, однак на ділі відбувається справжня битва за технології ілюзіаційності номерів, яка призводить до того, що один з ілюзіоністів за допомогою сербського генія-винахідника Тесли створює машину, що дозволяє телепортувати фізичні тіла. Ворожнеча Бордена і Енджера приводить у фіналі до трагедії, чия розв'язка настає лише через майже сторіччя.
Назва роману посилається на третій етап ілюзіоністського фокусу, відомого як «ефект» чи «престиж», який є продуктом магії. Тобто якщо з капелюха витягають кроля, який начебто не існував раніше, він вважатиметься «престижем» цього фокусу.

## Відгуки
New Scientist

«Прекрасно написано... Два фокусники змагаються один з одним, щоб створити ідеальну ілюзію: зникнення в одній частині сцени і миттєве з'явлення в іншій. Це історія про абсолютну оману та наукову зухвалість. Піонер електричної енергії, Нікола Тесла, виступає у ролі другого плану. Пріст опановує злиття наукової фантастики і мейнстриму, а «Престиж» — це його найкращий роман на сьогодні.»
 Newsday

«Настільки геніальний, наскільки напружений.»

## Екранізація книги
У жовтні 2006 року на світові екрани вийшов однойменний фільм режисера Крістофера Нолана, екранізація роману Пріста. 
У головних ролях задіяні такі зірки Голівуду, як Скарлетт Йоганссон, Г'ю Джекмен, Крістіан Бейл, Девід Бові та Майкл Кейн.

## Український переклад
- Пріст Крістофер Престиж / Переклад з англійської: Іларія Шевченко. — Харків: Вид‐во Ранок: Фабула, 2021. — 400 с.[2] ISBN 978-617-09-6757-2